# Fonds zur Finanzierung der kerntechnischen Entsorgung
Der Fonds zur Finanzierung der kerntechnischen Entsorgung (KENFO, auch als „Entsorgungsfonds“ oder „Atomfonds“ bezeichnet) mit Sitz in Berlin ist eine Stiftung des öffentlichen Rechts, die am 16. Juni 2017 errichtet wurde und die Finanzierung der sicheren Entsorgung der radioaktiven Abfälle aus der gewerblichen Nutzung der Kernenergie in Deutschland sicherstellen soll, ohne dass Kosten auf die Gesellschaft übertragen werden. Außerdem soll sichergestellt werden, dass die vorhandene Haftungsmasse zur Erfüllung aller Verpflichtungen auch zukünftig zur Verfügung steht.
Dem KENFO wurden am 3. Juli 2017 rund 24 Mrd. EUR von den Betreibern der Kernkraftwerke in Deutschland überwiesen und er wurde mit der Verwaltung dieses Fondsvermögen beauftragt. Der KENFO ist der erste deutsche Staatsfonds und die größte öffentlich-rechtliche Stiftung in Deutschland. Für den Stiftungszweck hat der KENFO bis Ende 2021 einen Betrag von 2,4 Mrd. EUR aufgewendet und an das Bundesministerium für Naturschutz und nukleare Sicherheit (BMU) ausgezahlt.

## Organisation
Organe des KENFO sind der Vorstand und das Kuratorium. Der Vorstand leitet die Stiftung und besteht aus drei Mitgliedern, die über langjährige Erfahrung in der Anlage und dem Management großer Vermögen verfügen. Vorstandsmitglieder sind Anja Mikus (Chief Executive Officer, Chief Investment Officer), Dr. Thomas Bley (Chief Financial Officer, Chief Risk Officer) und Stefan Spannagl (Chief Operating Officer). Der Vorstand führt die Geschäfte der Stiftung, verantwortet die Anlagepolitik und -entscheidungen des KENFO und legt dem Kuratorium auf Grundlage der allgemeinen Marktentwicklung die grundsätzliche Ausrichtung der Anlageentscheidungen zur Entscheidung vor.
Das Kuratorium überwacht den Vorstand und entscheidet über alle grundsätzlichen Fragen, die mit der Erfüllung des Stiftungszwecks verbunden sind. Das Kuratorium besteht aus Vertretern des Bundesministeriums der Finanzen, des Bundesministeriums für Wirtschaft und Klimaschutz und des Bundesministeriums für Umwelt, Naturschutz, nukleare Sicherheit und Verbraucherschutz sowie aus Mitgliedern des Deutschen Bundestages. Der Fonds untersteht ferner der Rechtsaufsicht des Bundesministeriums für Wirtschaft und Energie, die im Einvernehmen mit dem Bundesministerium der Finanzen sowie dem Bundesministerium für Umwelt, Naturschutz und Nukleare Sicherheit ausgeübt wird. Das Kuratorium kann die Bundesbank beratend hinzuziehen.
Zur Beratung des Kuratoriums in Anlage- und Risikofragen wurde ein Anlageausschuss eingerichtet, dessen Mitglieder über Erfahrungen im Bereich der Portfolioverwaltung, Mittelanlage oder Risikosteuerung verfügen. Er besteht aus den folgenden fünf Mitgliedern: Dr. Immo Querner (Vorsitzender; ehemals Finanzvorstand der Talanx AG und des HDI V.a.G., Hannover), Mats Andersson (ehemals Vorstandsvorsitzender des schwedischen Staatsfonds AP4, Stockholm), Elga Bartsch (ehemals Leiterin des Volkswirtschafts- und Kapitalmarktresearch bei BlackRock Investment Institute, London), Martin Korbmacher (Geschäftsführender Gesellschafter der Event Horizon Capital & Advisory GmbH, Frankfurt) und Jochen Wermuth (Founding Partner der Green Growth Funds & Wermuth Asset Management GmbH, Berlin).

## Entstehungsgeschichte
Nach der Nuklearkatastrophe von Fukushima beschloss die Bundesregierung 2011 den Ausstieg Deutschlands aus der Kernenergie. Alle Kernkraftwerke in Deutschland mussten demnach bis zum Jahr 2022 stillgelegt werden. Für die danach folgende Phase des Abbaus der Anlagen und der Endlagerung des atomaren Abfalls waren die Betreiber der Kernkraftwerke verantwortlich. Allerdings bestanden Befürchtungen, dass die Betreiberunternehmen unter den zu erwartenden Kosten zusammenbrechen könnten. Aus diesem Grund wurde beschlossen, die langfristige Verantwortung von den Betreibern auf den Staat zu verlagern.
Am 26. Juni 2017 wurde ein Öffentlich-rechtlicher Vertrag zur Finanzierung und der Verantwortung des Staates und der Betreiber für die nukleare Entsorgung unterzeichnet. Der Vertrag wurde zwischen der Bundesrepublik Deutschland auf der einen Seite und den Energieversorgungsunternehmen sowie den Betreibern der Kernkraftwerke – EnBW Energie Baden-Württemberg, E.ON, RWE, Stadtwerke München und Vattenfall – auf der anderen Seite geschlossen. Am 3. Juli 2017 haben die Betreiber den gesetzlich festgelegten Grundbeitrag von 17.930.977.226 Euro sowie einen 35-prozentigen Risikozuschlag in Höhe von 6.216.875.476 Euro an die Deutsche Bundesbank überwiesen. Diese 24,1 Milliarden Euro stellen den Kapitalstock des Atomfonds dar. In der Zukunft soll der Fonds diese Gelder am Kapitalmarkt investieren und mit Hilfe der Kapitalerträge die Suche nach geeigneten Zwischen- und Endlagern finanzieren.
Rechtliche Grundlage für die Errichtung, Aufgaben und Organisation des Fonds ist das Entsorgungsfondsgesetz vom 27. Januar 2017, das zuletzt durch Artikel 1 des Gesetzes vom 25. Juni 2021 (BGBl. I S. 2137) geändert worden ist.
Christian Lindner und Hubertus Heil schlagen seit 2023 vor, den KENFO zur Anlage einer öffentlichen Aktienrente („Generationenkapital“) zu nutzen. Als mittelndes Vehikel solle eine Stiftung des öffentlichen Rechts dienen. Bevor die Struktur der noch zu gründenden Stiftung geschaffen ist, soll laut dem Gesetzesentwurf der Bundesregierung aus Ende Mai 2024, der KENFO die operativen Aufgaben des Generationenkapitals bis 2026 übernehmen. Zudem entstünden im Jahr 2024 Kosten in Höhe von einmalig 25 Millionen Euro, die an den KENFO gehen.
Zu der geplanten Kompetenzerweiterung des KENFO gibt es auch kritische Stimmen, die hier eine fortschreitende Finanzialisierung des Staates sehen, welcher sich langfristig von Marktdynamiken und deren Risiken abhängig mache. Darüber hinaus könne die Rentenpolitik, sowie die Finanzierung der Entsorgung atomarer Abfälle, zukünftig an Transparenz und demokratischer Kontrolle verlieren.

## Investments
Die Zielallokation des KENFO sieht Anlagen in weltweite Aktien und REITs von 35 % vor, in Unternehmensanleihen und Schwellenländeranleihen von 25 %, in illiquide Anlage wie Private Equity, Infrastruktur, Immobilien und Private Debt von 30 % sowie in Staatsanleihen von Industrieländern u.ä. von 10 %.
Bis Mitte 2019 waren knapp 40 % des Fondsvermögens planmäßig investiert und eine mittlere Wertentwicklung von 6,2 % auf das schrittweise angelegte Fondsvermögen erwirtschaftet. Ende des Jahres 2019 waren 11,9 Mrd. EUR investiert. Die Stiftung erreichte die Gewinnzone und erwirtschaftete eine mittlere Wertentwicklung von 4,1 % pro Jahr. Auch das Coronajahr 2020 schloss man mit 120 Mio. EUR Plus ab und erzielte 8,8 % Wertentwicklung.
Im Jahre 2022 meldete man hingegen 3,1 Milliarden Euro Verlust  (−12,5 %) nach 10,4 % Zuwachs im Jahre 2021. Im Jahr 2023 wurde mit 11,1 % erneut eine zweistellige Wertentwicklung erreicht.

## Anlagerichtlinien
Das Entsorgungsfondsgesetz setzt den rechtlichen Rahmen für die Vermögensgegenstände, in die der KENFO investieren kann. Grundlegende Anlagevorschriften für die Vermögensanlage und die erwerbbaren Vermögensgegenstände enthalten die vom Bundesministerium der Finanzen (BMF) im Einvernehmen mit dem Bundesministerium für Wirtschaft und Klimaschutz (BMWK) und dem Bundesministerium für Umwelt, Naturschutz, Bau und Reaktorsicherheit (BMU) erlassenen Anlagerichtlinien (AnlageRL) vom 27. Juni 2017 (Anz AT 30.06.2017 B1.)  Ferner anwendbar sind wesentliche Vorschriften aus Kapitel 4 der Pensionsfonds-Aufsichtsverordnung sowie das BMF-Schreiben vom 20. August 2019, die „Empfehlung für Mindestanforderungen an ein Finanzanlagemanagement von bundesnahen Einrichtungen“. Der KENFO ist damit zu einer möglichst großen Sicherheit und Rentabilität bei jederzeitiger Liquidität der Einrichtung unter Wahrung angemessener Mischung und Streuung verpflichtet.

## Nachhaltigkeitsansatz
Bei der Geldanlage des ersten deutschen Staatsfonds sollen neben der Rendite auch die Kriterien Umwelt, Soziales und verantwortungsvolle Unternehmensführung (auch Environment Social Governance–Kriterien oder ESG–Kriterien) in die Anlagestrategie integriert werden. Zudem hat der Deutsche Bundestag die Bundesregierung aufgefordert, keine Anlagen in Projekte, Unternehmen, Anleihen oder Institutionen vorzunehmen, die dem übergeordneten Willen des Gesetzgebers zuwiderlaufen, die Nutzung der Atomenergie zu beenden (gem. Beschluss des Deutschen Bundestages vom 14.12.2016 (BT-Drs. 18/10671)).
Der Auswahlprozess für das Investmentuniversum integriert die Nachhaltigkeitskriterien (sog. ESG-Screening). So wird beispielsweise bei jedem Erwerb von Anleihen und Aktien sichergestellt, dass die ausgewählten Investments unter ESG-Gesichtspunkten nicht den vordefinierten Ausschlusskriterien unterfallen (wie UN Global Compact-Verstöße oder Kernkraftwerksbetreiber) und gleichzeitig zu den jeweils besten ihrer Branche gehören. Unternehmen werden auf Basis einer Vielzahl von branchenspezifischen und anderen relevanten ESG-Kriterien analysiert und bewertet. Die von Asset Managern oder anerkannten und qualifizierten ESG-Ratingagenturen am besten bewerteten Unternehmen einer Branche werden in das liquide Anlageuniversum aufgenommen.

„Der vom Entsorgungsfonds erarbeitete Nachhaltigkeitsansatz für Aktien und Unternehmensanleihen basiert auf einer Kombination von einem Best-in-Class-Ansatz, einem Best-in-Progress-Ansatz und Ausschlusskriterien.
Der Best-in-Class-Ansatz sieht vor, dass Investitionen nur in die 75 Prozent durch ESG-Datenanbieter am besten bewerteten Unternehmen innerhalb einer Branche vorgenommen werden.
Der Best-in-Progress-Ansatz sieht vor, dass begrenzt auch in Unternehmen investiert werden kann, die zwar noch keinen Best-in-Class-Status erreicht haben, aber besondere Fortschritte im Bereich der Nachhaltigkeit zeigen. 
Die Ausschlusskriterien erfassen: (i) Unternehmen, die Kernkraftwerke betreiben oder Unternehmen  beherrschen, die ihrerseits  Kernkraftwerke betreiben; dabei wird eine 5-Prozent-Umsatzgrenze angewandt; (ii) Unternehmen, die schwerwiegende Verstöße gegen die Prinzipien des UN Global Compact  begangen haben oder von der Initiative UN Global Compact von vornherein ausgeschlossen sind.
Der  Vorstand  arbeitet  derzeit  an  einem  Vorschlag  für  mögliche  weitere  Ausschlusskriterien für Aktien und Unternehmensanleihen. Der Vorstand wird seinen Vorschlag dem Kuratorium zur Entscheidung vorlegen.“

Zur Umsetzung dieser Vorgaben können die beauftragten Vermögensverwalter mit einem ESG-Datenanbieter ihrer Wahl zusammenarbeiten, der KENFO setzt seinen Nachhaltigkeitsansatz damit im Wesentlichen dezentral um. Der KENFO profitiert auf diese Weise von den etablierten Prozessen der Zusammenarbeit externer Asset-Management-Gesellschaften mit den ESG-Datenanbietern/Ratingagenturen und von der weltweiten Dynamik am nachhaltigen Kapitalmarkt durch die  kontinuierliche Weiterentwicklung der ESG-Ratingansätze und unterstützt den Wettbewerb um die besten Ratingkonzepte.
Der KENFO ist Anfang März 2020 als erster Staatsfonds der von den Vereinten Nationen einberufenen internationaler Investoreninitiative zum Klimaschutz „UN-convened Net-Zero Asset Owner Alliance“ beigetreten und bekennt sich zu den Pariser Klimazielen. Der KENFO bekennt sich ferner zu den UN Principles for Responsible Investment.

### Kritik und Zweifel an konsequenter Umsetzung
Zu Ende 2021 hatte der KENFO allerdings 757,9 Millionen Euro in Öl- und Gasunternehmen investiert, darunter auch solche, die ihre Klimaschutzziele stark verringerten und einen Ausbau fossiler Energien beabsichtigen, sowie 26 Millionen Euro in den russischen Ölkonzern Lukoil. Das entspricht 3,2 Prozent der Anlagen. Kritiker sehen im von KENFO verfolgten Best-in-Class-Ansatz keine reale Aussicht auf die Dekarbonisierung fossiler Unternehmen und fordern ähnlich der Strategie anderer öffentlicher Fonds den Abzug der Investitionen.
Außerdem hatte der Fonds in Großbanken investiert, die in den Cum-Ex-Skandal verwickelt waren und gegen die von den Staatsanwaltschaften in Köln und Frankfurt ermittelt wurde.